# Franciscus Junius młodszy

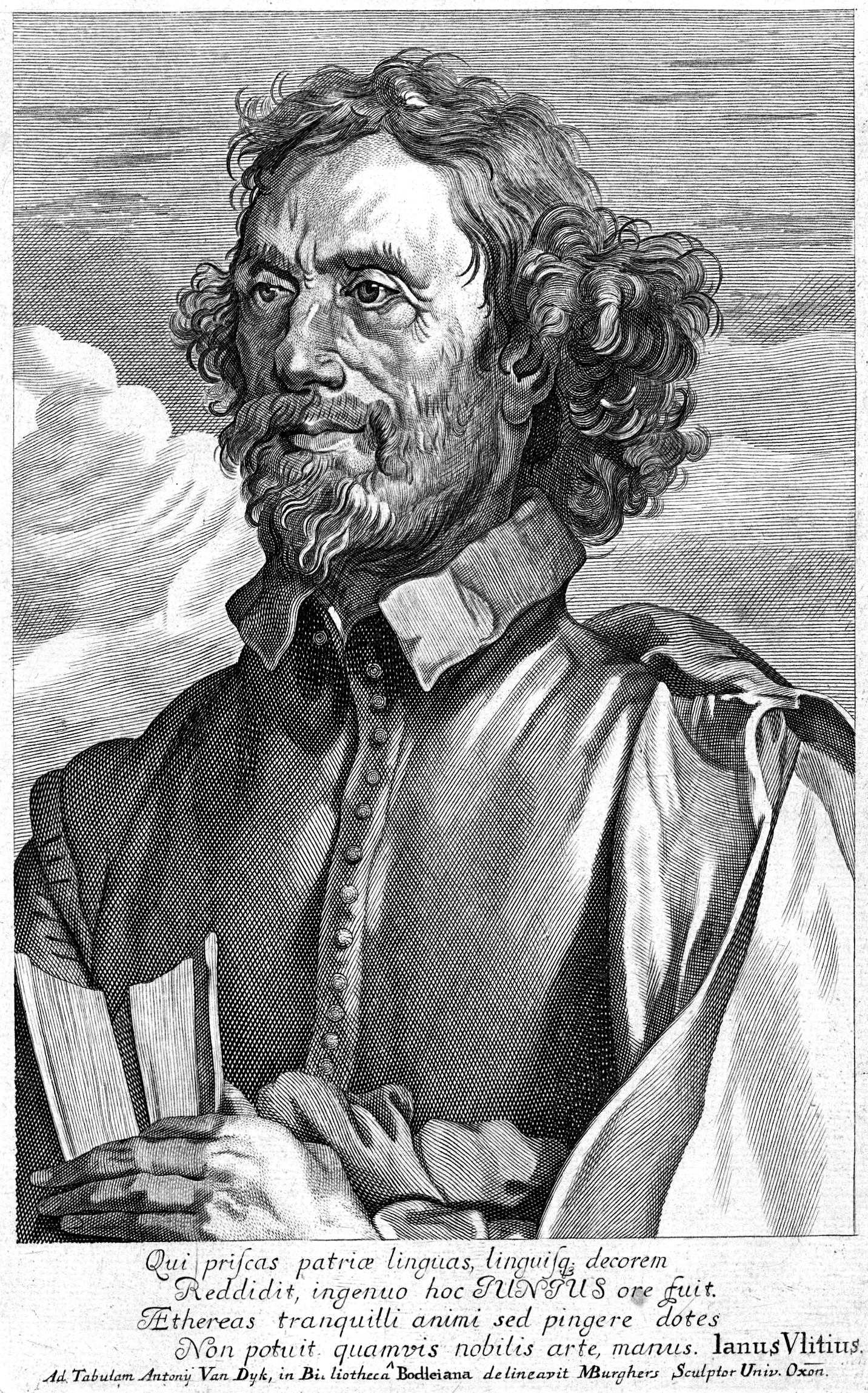
Franciscus Junius młodszy

Franciscus Junius młodszy, właśc. François du Jon (ur. 29 stycznia 1591 w Heidelbergu, zm. 19 listopada 1677 w Windsorze) – holenderski humanista, lingwista i historyk sztuki.
Syn francuskiego teologa kalwińskiego i hebraisty, Franciscusa Juniusa starszego (1545–1602). Dzieciństwo spędził w Lejdzie. Od 1601 roku przebywał w Dordrechcie pod opieką Gerardusa Vossiusa, który zaszczepił w nim zamiłowanie do literatury klasycznej. Później studiował teologię i sztukę na Uniwersytecie w Lejdzie i w Middelburgu, po czym przez krótki czas pełnił posługę pastora. Lata 1621–1642 spędził w Anglii na dworze księcia Arundel Thomasa Howarda, pracując jako bibliotekarz i nauczyciel jego dzieci.
Lata spędzone w Anglii Junius poświęcił wszechstronnym studiom nad sztuką starożytną. Ich plonem była wydana w 1637 roku w Amsterdamie rozprawa w trzech księgach De pictura veterum, rok później przetłumaczona na język angielski (The Painting of the Ancients, Londyn 1638). W dziele tym zaczerpnięte z tekstów autorów greckich i łacińskich informacje źródłowe połączone zostały z wykładem sformułowanej przez autora ogólnej teorii sztuki. Jego rozwinięciem był wydany pośmiertnie w 1694 roku w Rotterdamie alfabetyczny leksykon artystów starożytności pt. Catalogus adhuc ineditus, architectorum, mechanicorum, sed praecipue pictorum, statuariorum, caelatorum.
Junius interesował się także językoznawstwem, kładąc podwaliny pod rodzącą się wówczas filologię germańską. W 1651 roku otrzymał manuskrypt Cædmona od arcybiskupa Jamesa Usshera. Badał pismo runiczne. Nauczył się m.in. języków staroangielskiego, staro-wysoko-niemieckiego, starofryzyjskiego i staronordyjskiego. Przygotował niewydany nigdy słownik etymologiczny języka holenderskiego. Zapoczątkował także badania nad językiem gockim, w 1665 roku wydając tekst przekładu Biblii na ten język z manuskryptu znanego jako Srebrna Biblia. Większość językoznawczych prac Juniusa, w tym m.in. słownik etymologiczny języka angielskiego Etymologicum Anglicanum, została wydana drukiem dopiero po jego śmierci.